# Ernest B. Schoedsack
Ernest Beaumont Schoedsack (Council Bluffs, 8 giugno 1893 – Los Angeles, 23 dicembre 1979) è stato un regista, sceneggiatore e produttore cinematografico statunitense.

## Biografia
Si trasferì a Hollywood nel 1915, ottenendo un posto di operatore alla cinecamera nelle riprese di alcuni film di Mack Sennett. Dopo essere partito per il servizio militare nella prima guerra mondiale, con la qualifica di operatore cinematografico, sul fronte polacco incontrò Merian C. Cooper, con il quale successivamente fondò una casa di produzione di documentari. Successivamente i due iniziarono a produrre lungometraggi tra cui Le quattro piume (1929) e Pericolosa partita (1932), per realizzare poi nel 1933 King Kong, film diretto insieme.
Nella seconda guerra mondiale divenne consulente dell'aeronautica militare americana per la fotografia aerea, attività che gli causò dei grossi problemi alla vista. Questo gli impedirà, in seguito, di lavorare a tempo pieno nel mondo del cinematografo. Morì a Los Angeles nel 1979. Fu sepolto al Westwood Village Memorial Park Cemetery.

## Filmografia

### Regista
- Grass: A Nation's Battle for Life, co-regia di Merian C. Cooper (1925)
- Chang: la giungla misteriosa (Chang: A Drama of the Wilderness), co-regia di Merian C. Cooper (1927)
- Pericolosa partita (The Most Dangerous Game), co-regia di Irving Pichel (1932)
- The Monkey's Paw, co-regia (non accreditato) di Wesley Ruggles (1933)
- King Kong, co-regia di Merian C. Cooper (1933)
- Il figlio di King Kong (Son of Kong) (1933)
- Avventura nella nebbia (Blind Adventure) (1933)
- Il padre ritrovato (Long Lost Father) (1934)
- Gli ultimi giorni di Pompei (The Last Days of Pompei) (1935)
- Dr. Cyclops (1940)
- Il re dell'Africa (Mighty Joe Young) (1949)